# Canet de Mar

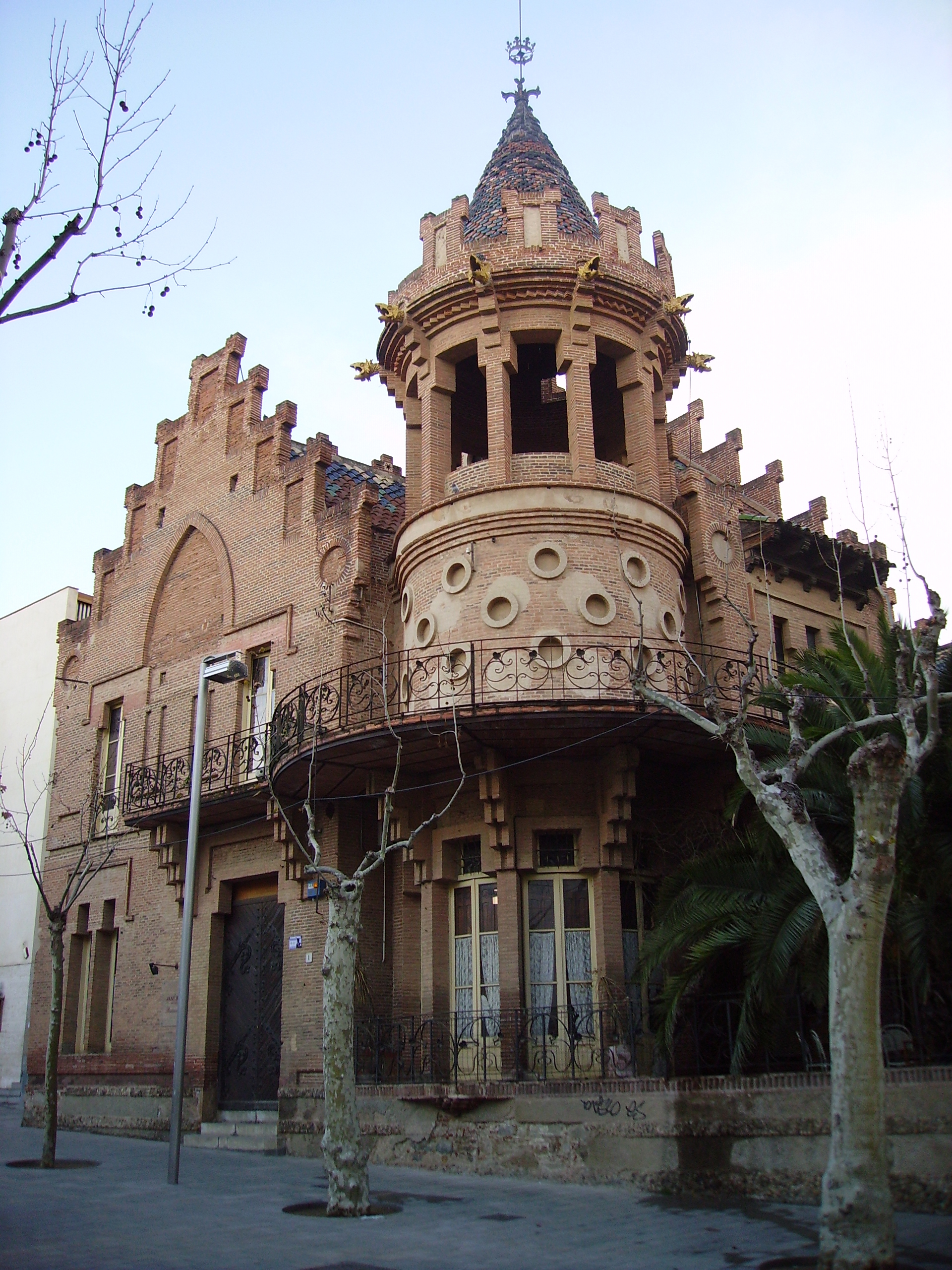
Edificio de Lluís Domènech i Montaner en Canet

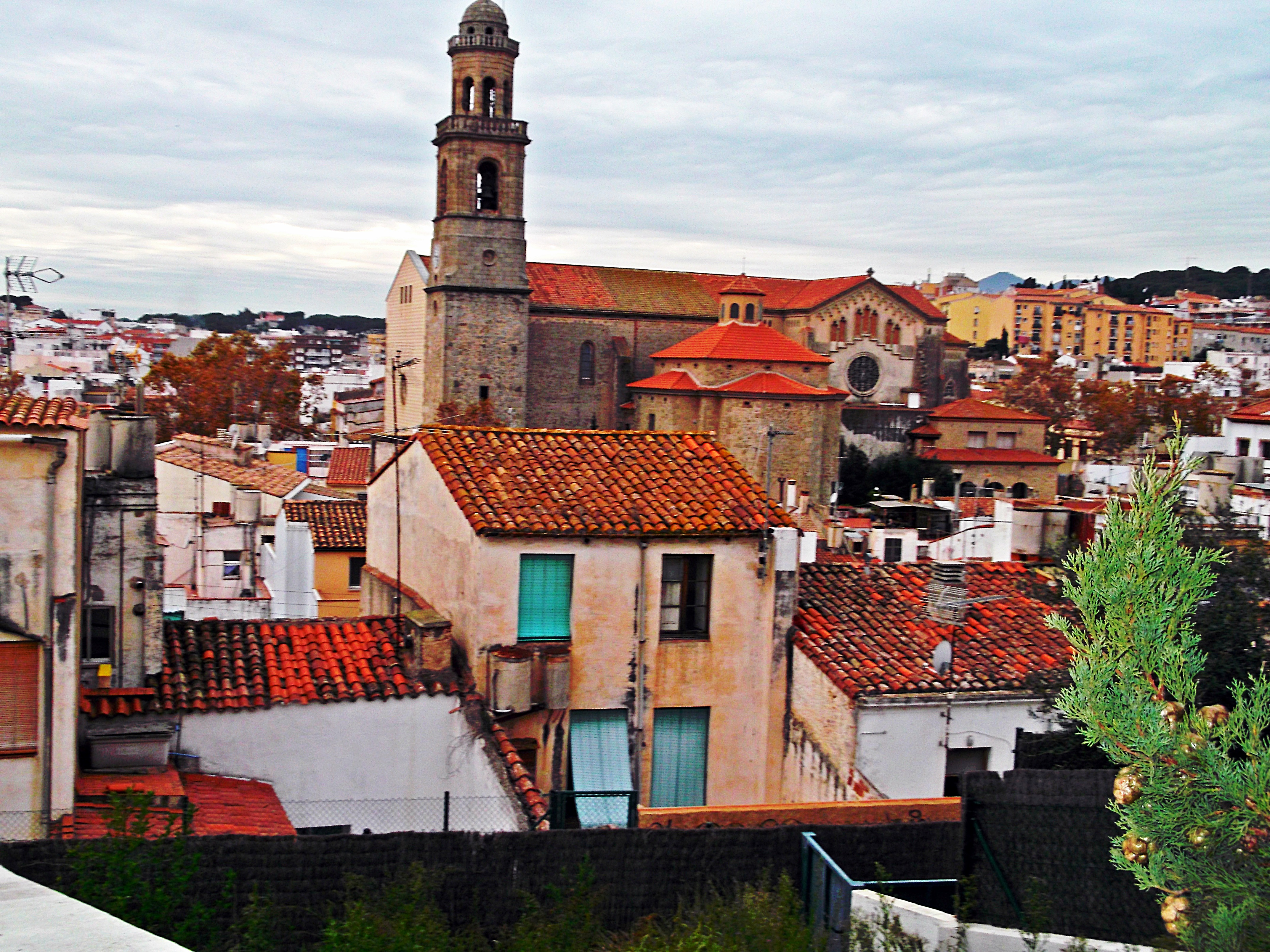
La iglesia de perfil

Canet de Mar es un municipio situado en la comarca del Maresme, en la provincia de Barcelona (España). 
En los últimos años la población ha crecido considerablemente con la expansión de la presión inmobiliaria más allá de los límites del Área Metropolitana de Barcelona, doblando su población en poco más de 10 años, de forma que actualmente cuenta con una población de 15 140 habitantes (INE 2024). La industria dominante, por su carácter costero, es el turismo, junto con la explotación agrícola (la floricultura y el cultivo de fresones), además de la industria textil. En Canet de Mar se encuentra la Escuela Universitaria de ingeniería técnica en tejidos de punto, único centro de España que ofrece este tipo de estudios.

## Geografía
Integrado en la comarca de El Maresme, se sitúa a 47 kilómetros del centro de Barcelona. El término municipal está atravesado por la Autopista del Maresme (C-32) y por la antigua carretera N-II entre los pK 659 y 661. 
| Noroeste: Arenys de Munt | Norte: San Acisclo de Vallalta | Noreste: San Cipriano de Vallalta |
| Oeste: Arenys de Munt    |                                | Este: San Pol de Mar              |
| Suroeste: Arenys de Mar  | Sur: Mar Mediterráneo          | Sureste: Mar Mediterráneo         |

### Relieve
El relieve del municipio está constituido por la franja costera de El Maresme situada entre San Pol de Mar y Arenys de Mar y por la Cordillera Litoral, concretamente por las primeras elevaciones del Macizo del Montnegre, cuyo punto más elevado en el municipio es el pico Pedracastell (314 metros), situado en el límite con San Acisclo de Vallalta. El pueblo se alza a 20 metros sobre el nivel del mar. 

### Hidrografía
Las rieras son el emblema del pueblo. Las riadas son repentinas y bastante violentas, y pueden llegar a ser peligrosas. La riera Gavarra es la que tiene una mayor cuenca y longitud en todo el pueblo ya que empieza en Torrente de las Teixoneres, Salto del Rossi hasta llegar a la Riera de Sant Domènec. Recoge las aguas de las Sierras de Sala, Términos y de Puig y de las rieras, materiales, torrentes de sus propias valles ya la desembocadura junta con la Riera del Albó formando la  Playa de Canet.

### Clima
La cordillera protege el pueblo de los vientos fríos del norte, aportando un clima mediterráneo a la población. Las temperaturas son suaves y regulares a lo largo del año. Las temperaturas medias son de 15 y 16 °C. En verano se pueden superar los 30 grados y en invierno la temperatura se mantiene alrededor de los 10 grados.
Los chubascos de finales de verano pueden llegar a ser cuantiosos. Se dice que Canet y San Pol poseen un microclima por su elevada humedad y vegetación.

### Vegetación
Los bosques de Canet son frondosos, densos, con mucha vegetación, grandes arboledas y sobre todo con muchos campos de cultivo de todo tipo. Antes, la mayor parte de historia canetense está relacionada con la agricultura en los valles y llanuras, se pueden apreciar por el territorio aún hoy en día, zonas donde habitaban los almendros, viñas, fresas (fresones del Maresme), olivos, campos de floricultura y fruticultura.
Además de los miradores principales, hay algunos creados por la naturaleza, por rocas o en las llanuras donde puedes apreciar todas las vistas espectaculares que velamos:
- Árboles principales: Pino piñonero, alcornoque, roble, pino marítimo, madroño, almez, olmo, eucalipto, plataneros, algarrobos entre otros.
- Árboles frutales: Olivo, higuera, madroño, almendro, Micaco (níspero), limonero, naranjo, ciruelo, cerezo, avellano y castaño.
- Plantas y arbustos autóctonos: Romero, conejitos, rosal silvestre, vid, palmito, lirio, calçots, fresones (Maresme), geranios, Alocs, retama, caña, esparraguera, hinojo, caña de bambú, zarza, heure, tomillo, laurel, agave, brezo, aloe vera, Carex grioletti entre otros.
- Plantas y flores de arroyo y playa: rábano de mar, cizaña de playa, adormidera marino, Melgar litoral, Melgar marino, Cerviño, barrón, correhuela marina, equinòfora, amapolas, cardo marino, lechetrezna marina, lleterola de playa, lechetrezna Terracina, Gavoi, uña de gato, passacamins marino, barrilla pinchosa, Silenenicenca, Carex grioletti, Vulpia membranàcia entre otros.

### Playas
- Playa de Canet
- Playa del Cavaió

Situación de Canet de Mar en la comarca de Maresme

- Playa del Plan de Santo Cristo / Roques Blanques

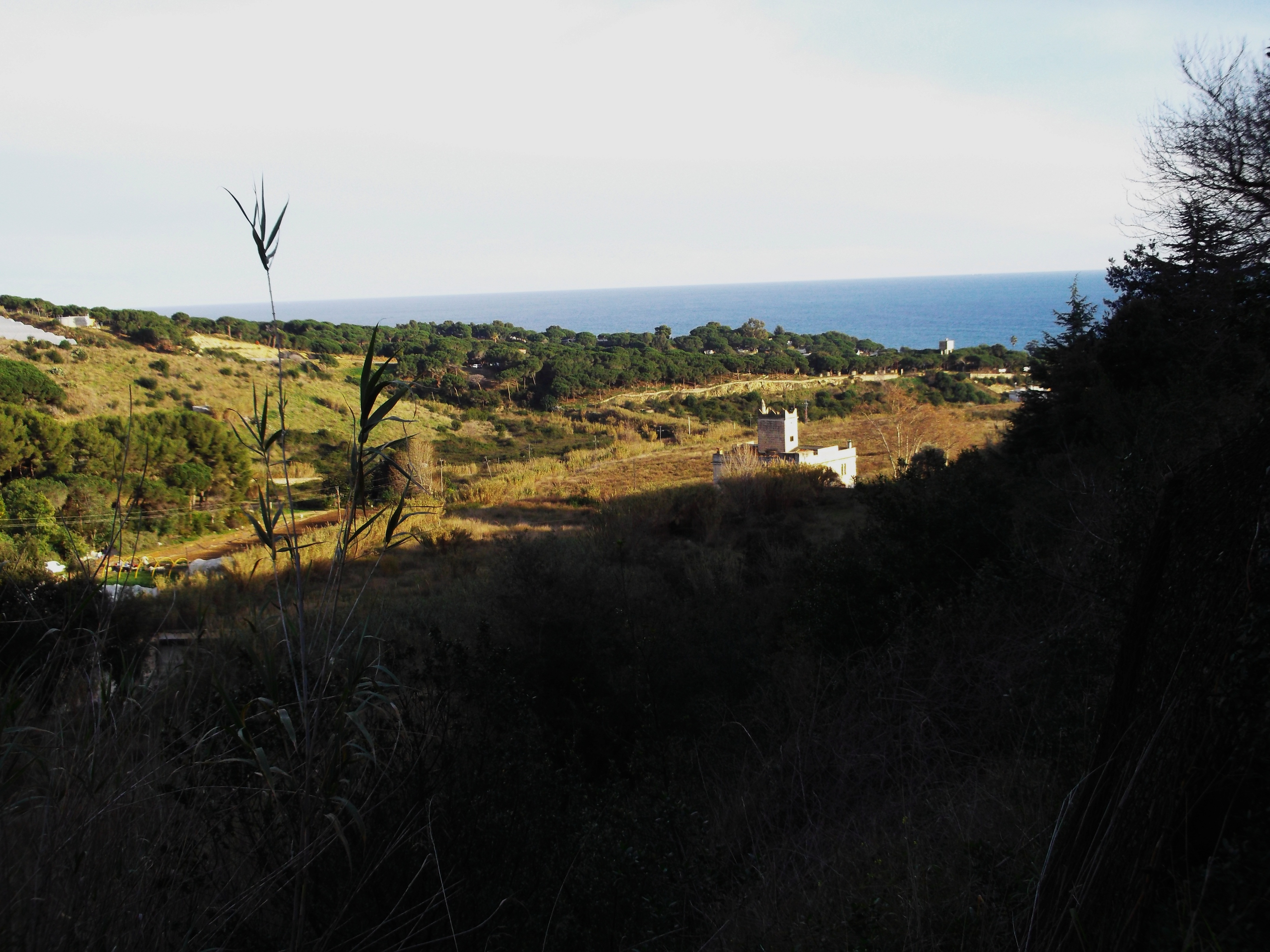
La Riera de l'Oms, Canet de Mar

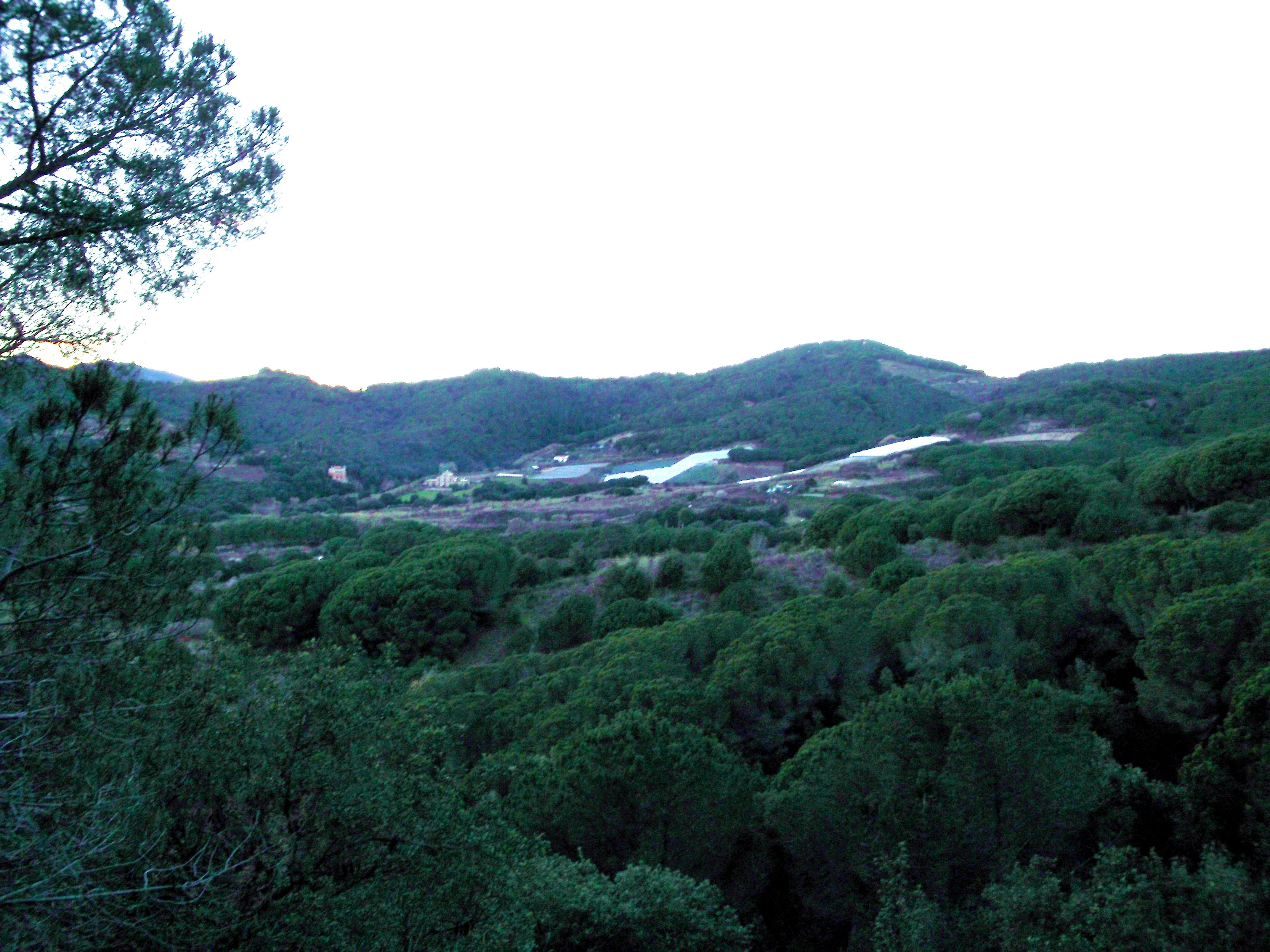
El Valle de Canet

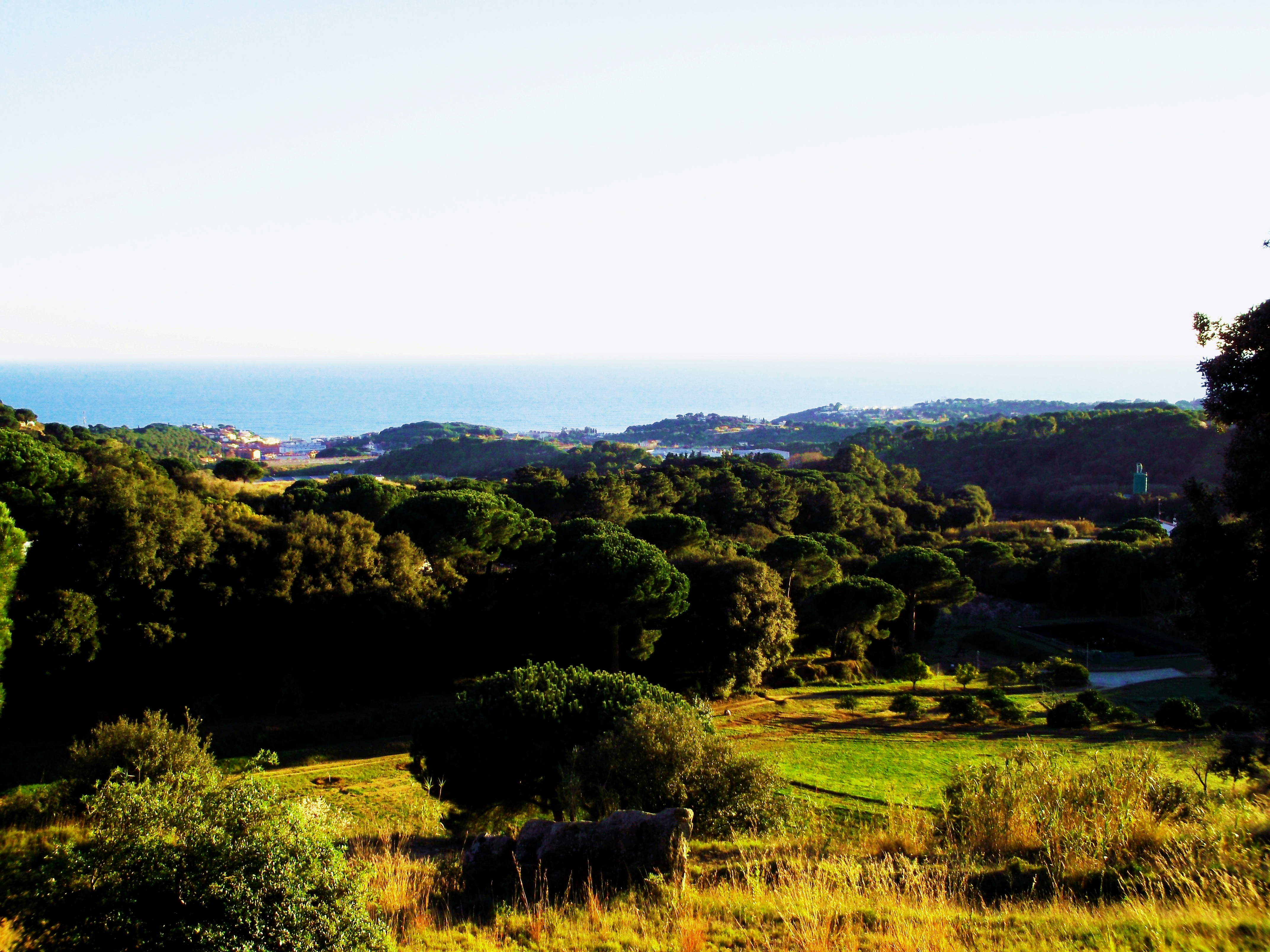
Canet y los Naranjos

## Historia
Canet de Mar nace en el siglo XI como una pequeña aldea y se la conoce entonces como Valle de Canet y Romaguera. El topónimo de Canet viene del latín canna (caña), debido a los riales llenas de cañas que había en El Maresme.
Desde el siglo XI, Canet se ha reconocido como núcleo destacado cultural, artístico y social. El modernismo también dejó huella gracias a Lluís Domènech i Montaner (1850-1923) con la casa Roura, la casa Domènech i Montaner, l'Ateneu Canetenc y la reforma del castillo de Santa Florentina. Además de las construcciones decimonónicas, contemporáneas y a otras de influencia indiana y colonial.

## Demografía
Canet de Mar cuenta con una población de 15 140 habitantes (INE 2024).
| Gráfica de evolución demográfica de Canet de Mar entre 1842 y 2021                                                    |
| |
| Población de derecho según los censos de población del INE. Población de hecho según los censos de población del INE. |

## Servicios

### Hogares infantiles
- Guardería municipal El Palauet
- Guardería Las Abejas
- Guardería Nini

### Escuelas
- CEIP Mare de Déu de la Misericordia
- Escuela Cerro del Dragón
- Colegio Yglesias
- Colegio Santa Rosa de Lima
- ISCAT Maresme

### Institutos
- IES Lluís Domènech i Montaner
- Colegio Yglésisas (ESO).
- IES Sunsi Móra

### Escuelas, programas y universidades
- UNED (Universidad Nacional de Educación a Distancia)
- Escuela de Música
- Escuela Universitaria de Ingeniería Técnica en Tejidos de Punto (EUETTP), conocida como 'Escuela de Tejidos de Canet de Mar'
- Escuela de adultos Maria Saus
- Escuela Taller

### Transporte

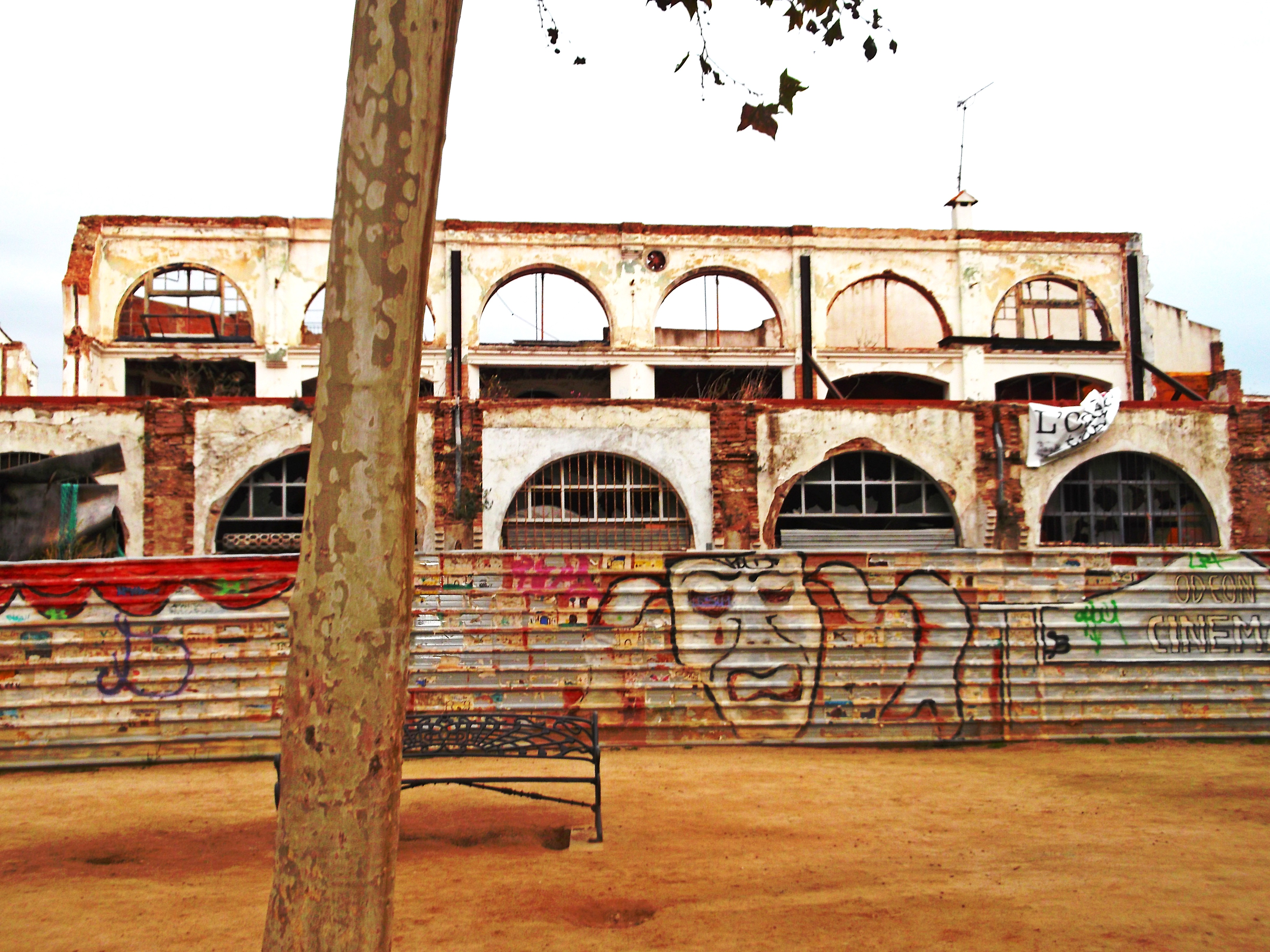
El odeón, arruinado

- Estación de Canet de Mar de cercanías, RENFE. Lines R1.
- Buses de San Cipriano de Vallalta - Canet de Mar - San Pol de Mar - Calella, ambos sentidos. Sagalés.
- Taxi.

## Cultura

### Patrimonio
Construcciones modernistas de Doménech i Montaner, Puig i Cadafalch y Calvet entre otros. Edificios de este periodo son la Casa Roura,una impresionante residencia construida por el arquitecto Puig i Cadafalch, la casa Domènech i Montaner, y el Ateneu Canetenc (Ateneo Canetense). Lluís Domènech i Montaner, también remodeló una antigua casa fuerte de la familia para convertirla en el Castillo de Santa Florentina, localización escogida para la sexta temporada de Juego de Tronos.
Escultores como Josep Llimona, Carles Flotats y Eusebio Arnau también han dejado su huella en el municipio.
Construcciones como el templo de San Pedro de Canet (siglo XVI), o el Santuario de la Misericòrdia (siglo XIX).

### Fiestas y actos culturales
- 1 de mayo - Reunión en la Cruz de Pedracastell
- 29 de junio - Fiesta Mayor de San Pedro
- 8 de septiembre - Fiesta Mayor pequeña. Día de la Virgen de la Misericordia
- Miércoles, mercado semanal
- Muestra de entidades
- Feria del Mercado Modernista (septiembre)
- Festival de Música Clásica al Castillo de Santa Florentina
- Noche mágica
- La cruz Rock
- Marcha Popular
- Primavera de las Artes
- Día de la Fresa
- Q-Ral
- Festival Canet Rock
- Challenge Triatlón
- Reyes
- Carnaval.
- Los miércoles se celebra el mercado semanal.

### Las 6 horas

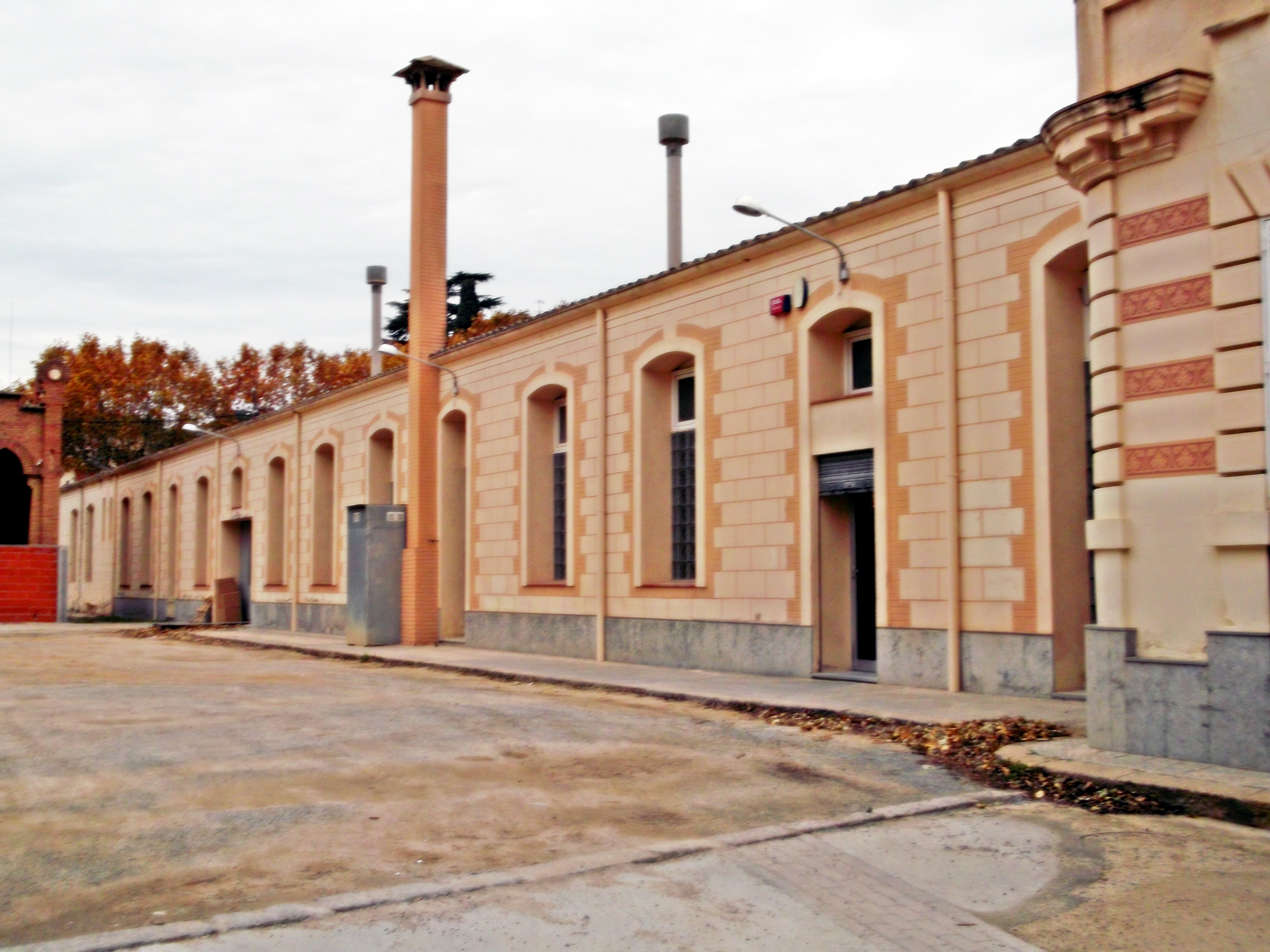
Fábrica Carbonell y Reverter

Las 6 horas son los conciertos que se celebraban en Canet en los años 70. Lluís Llach, Maria del Mar Bonet o Pere Tàpias, son algunos de los músicos que desfilaron por el escenario del mítico festival, uno de los hechos más importantes en el campo de la movilización popular que se produjeron durante los últimos años de la dictadura. Así, las concentraciones, además de actos musicales, se convirtieron en un lugar idóneo para repartir panfletos políticos informativos.
El grupo musical, teatral, y más tarde televisivo, La Trinca, organizó el primer festival en 1974, y se ocupó de él hasta su última edición en 1978. El año de más éxito fue 1975, en el que unas 60.000 personas acudieron al encuentro.
En 2002, Canet celebró una nueva edición del festival con el fin de recordar aquellos años y lo que eso supuso para Cataluña.

## Ciudades hermanadas
- Isla Cristina (provincia de Huelva): con motivo de los orígenes fundacionales de esta localidad onubense por parte de sus ciudadanos en 1755.
- Cadillac, Francia.

## Galería

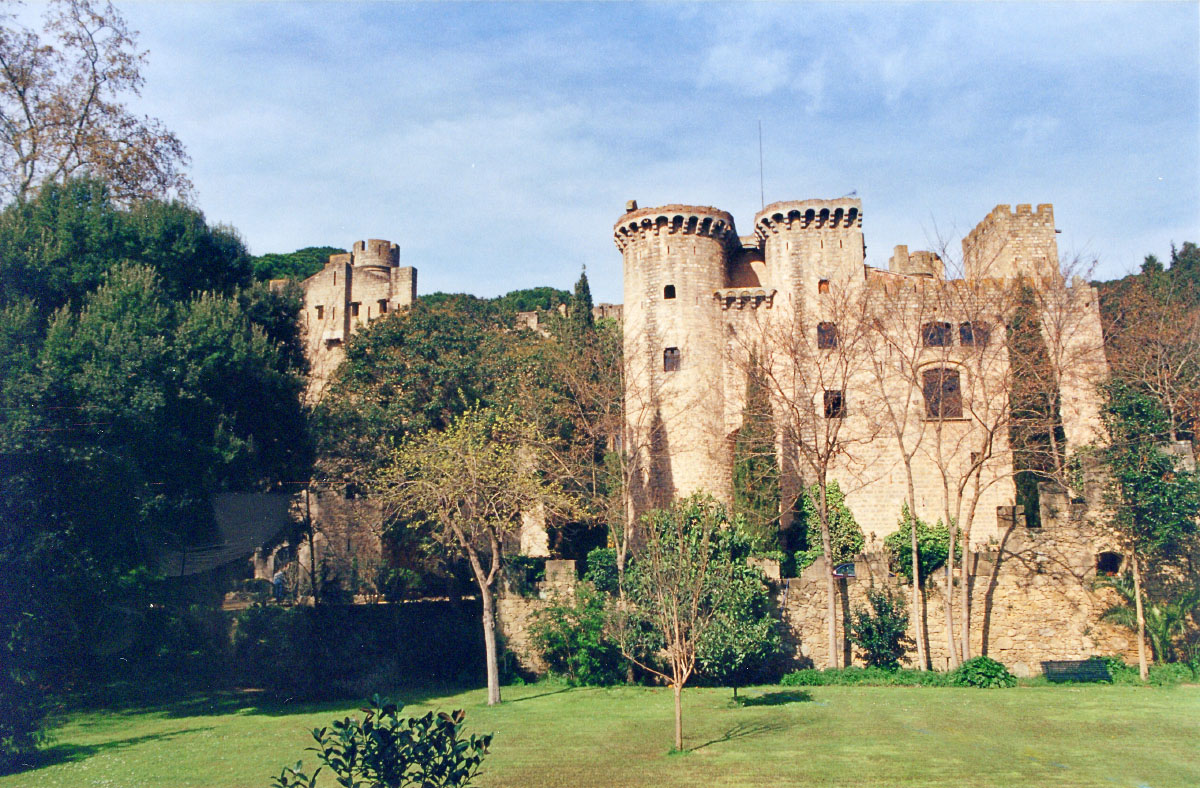
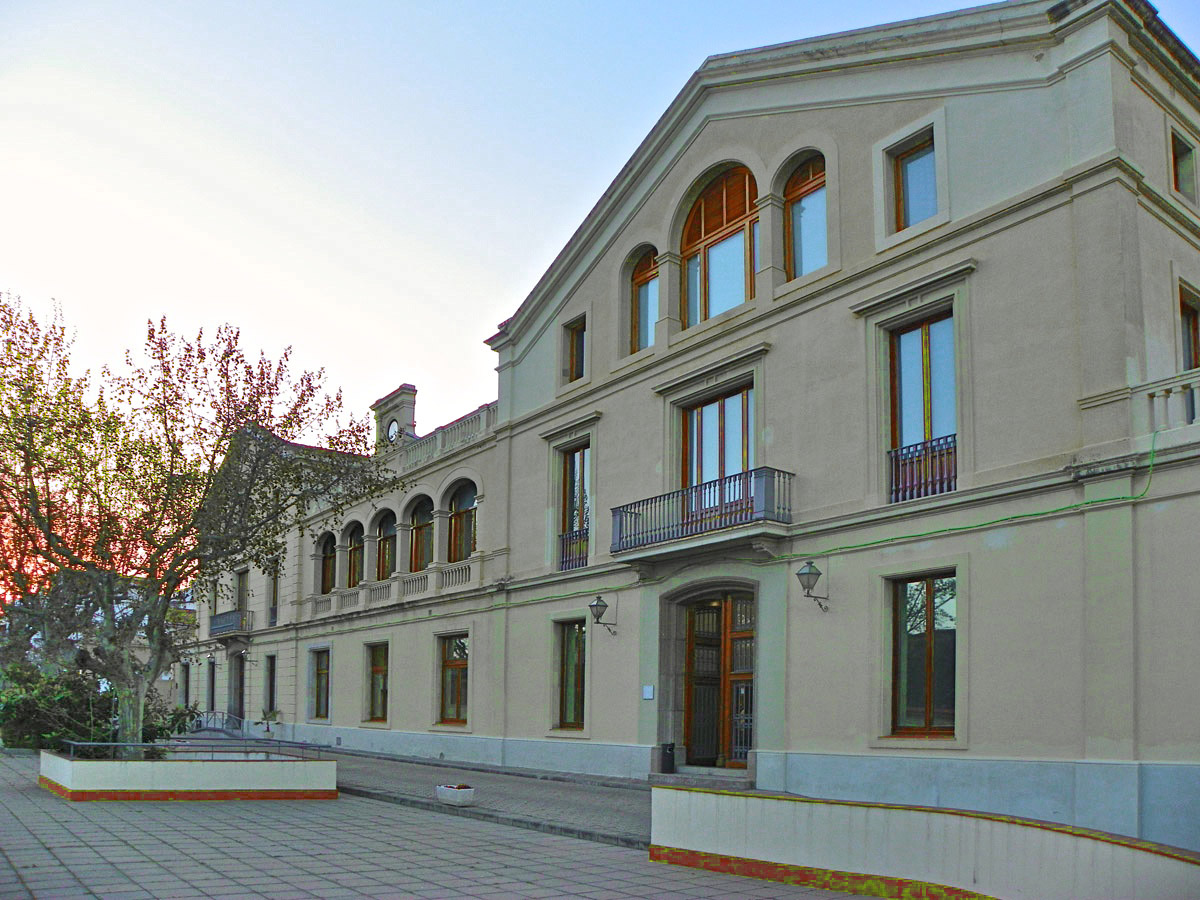
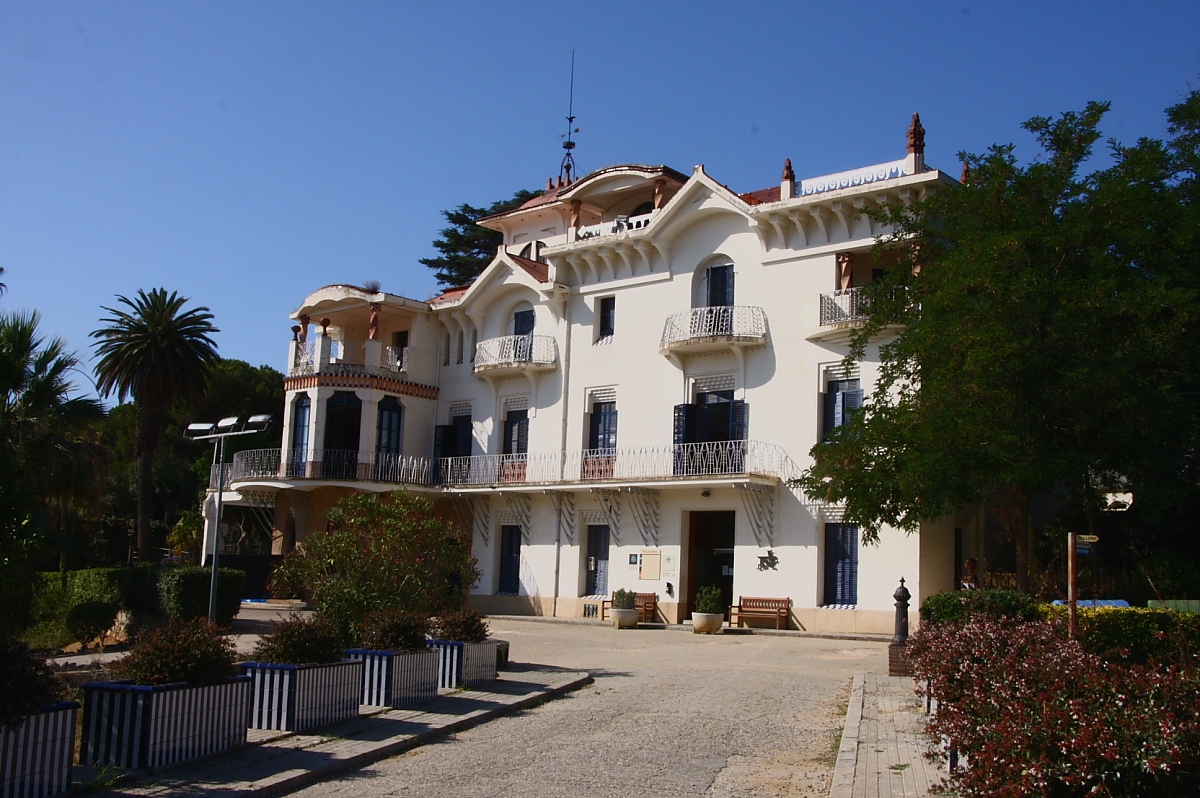
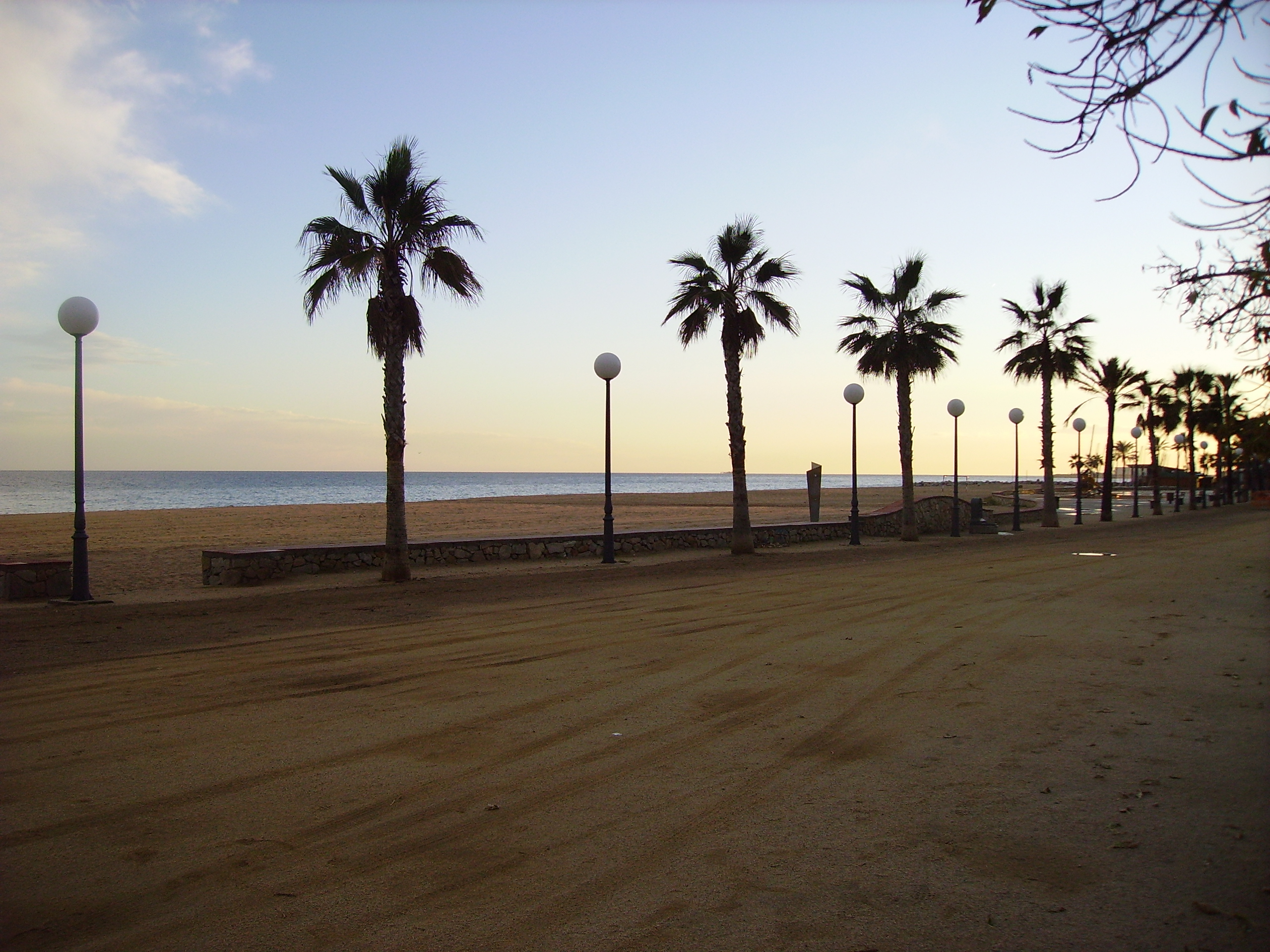
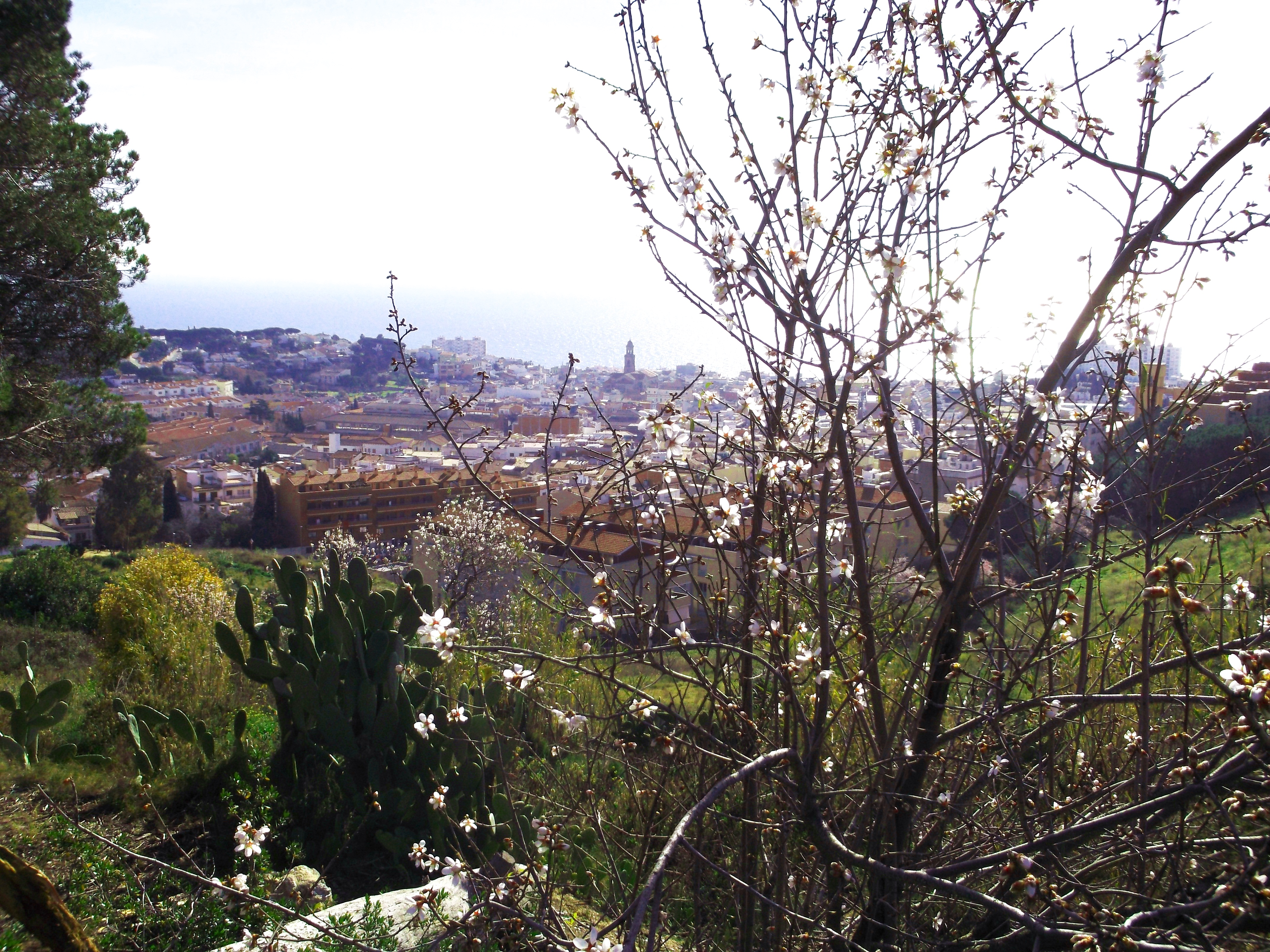
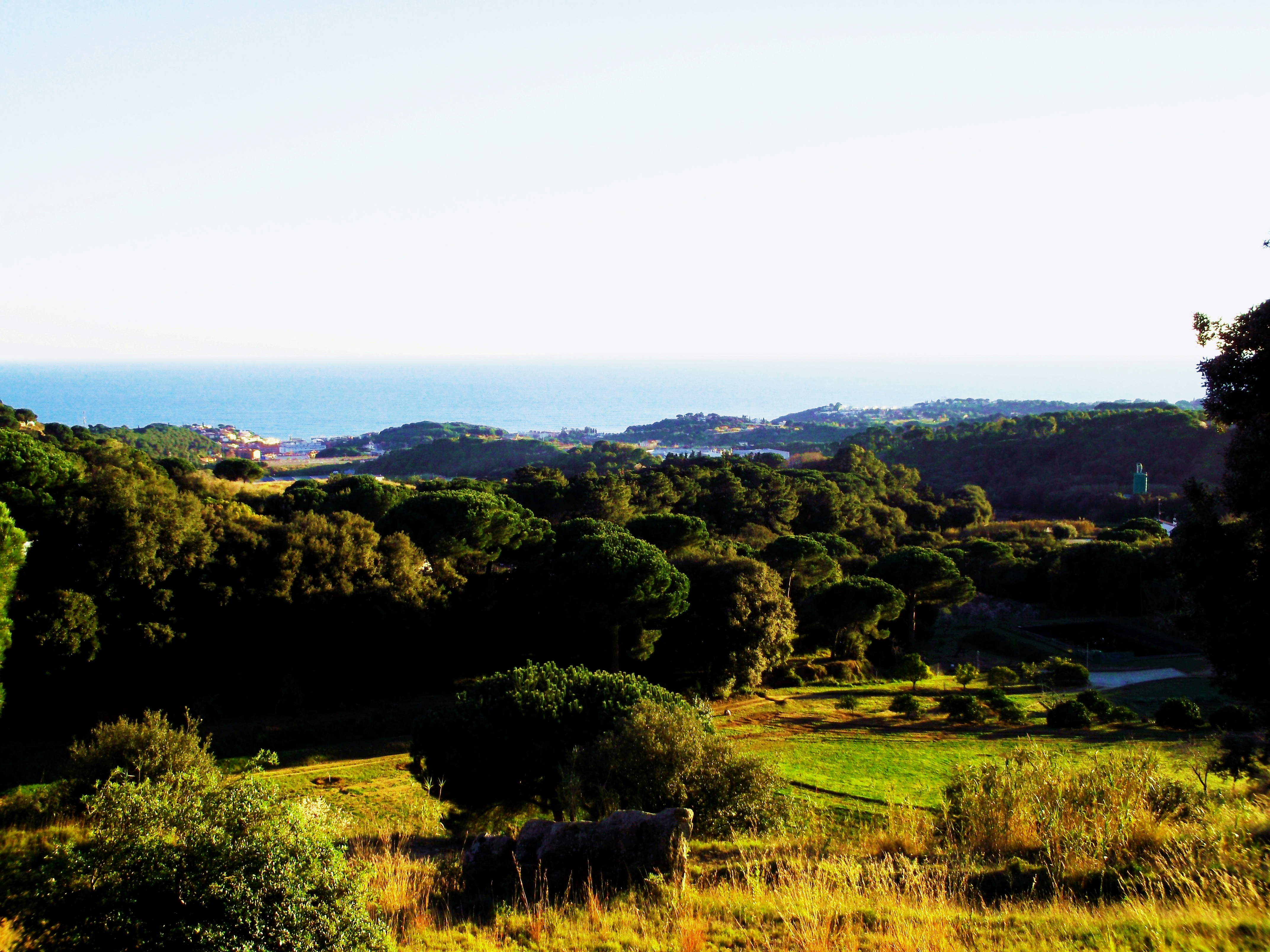
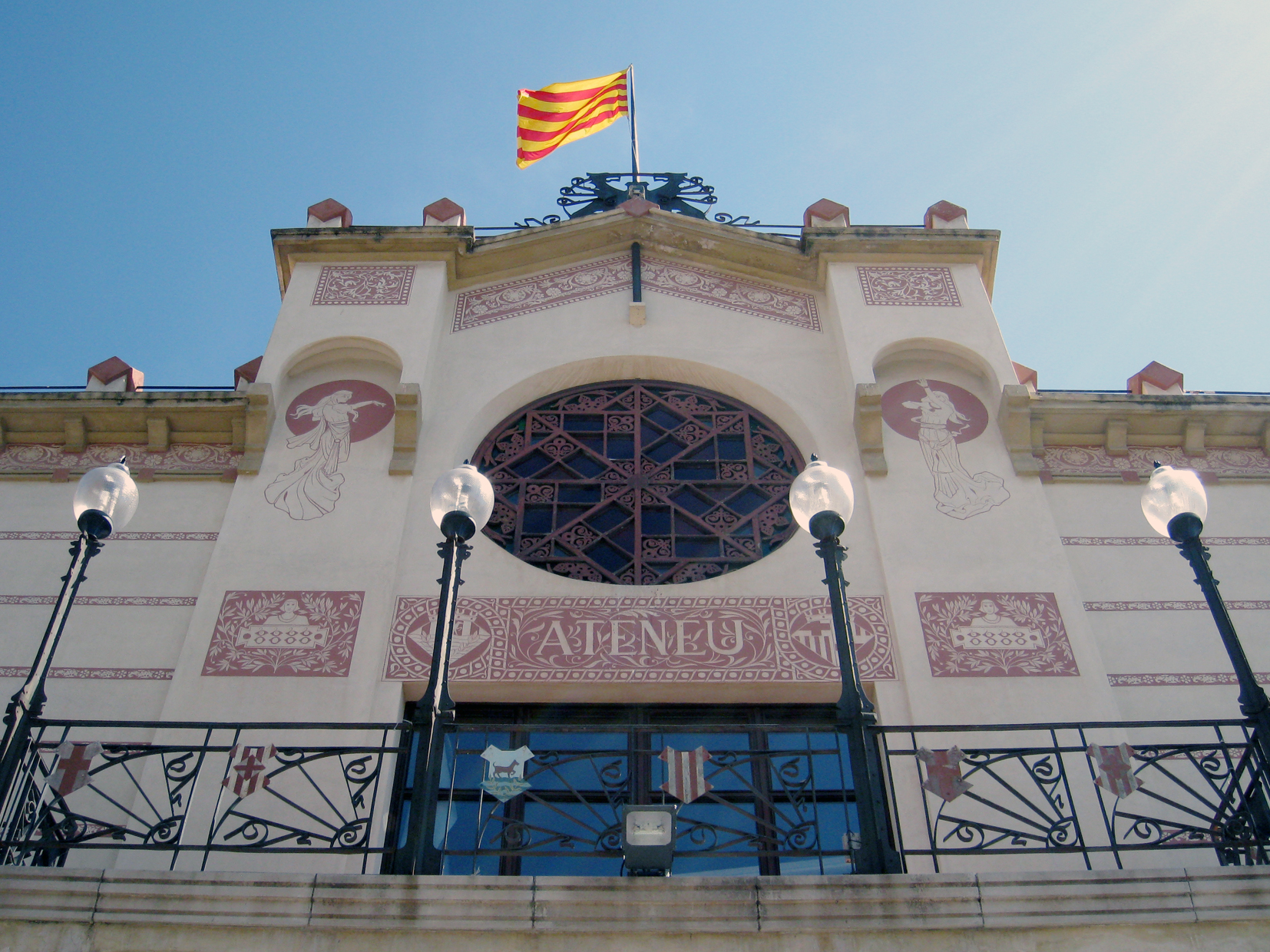
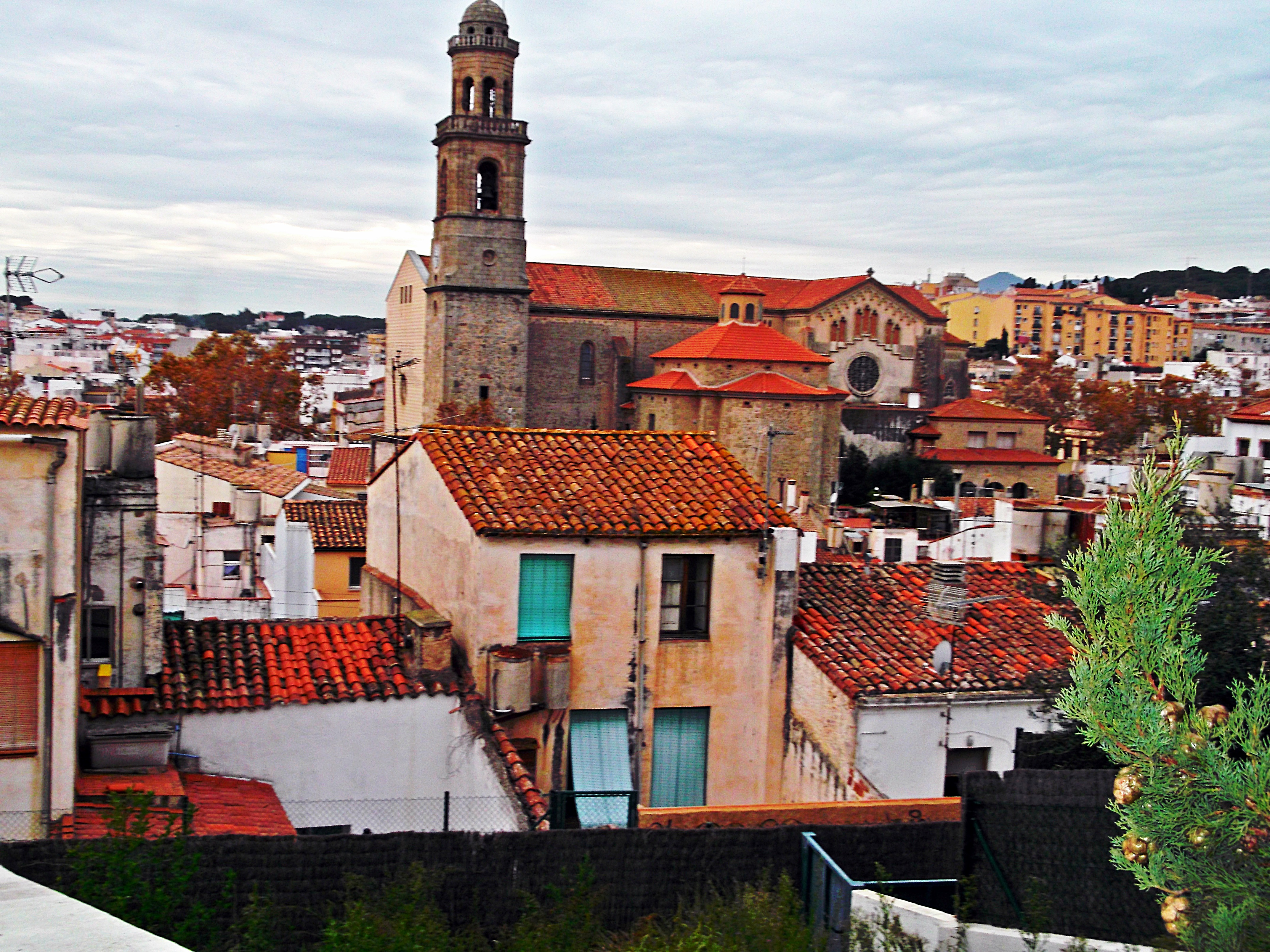
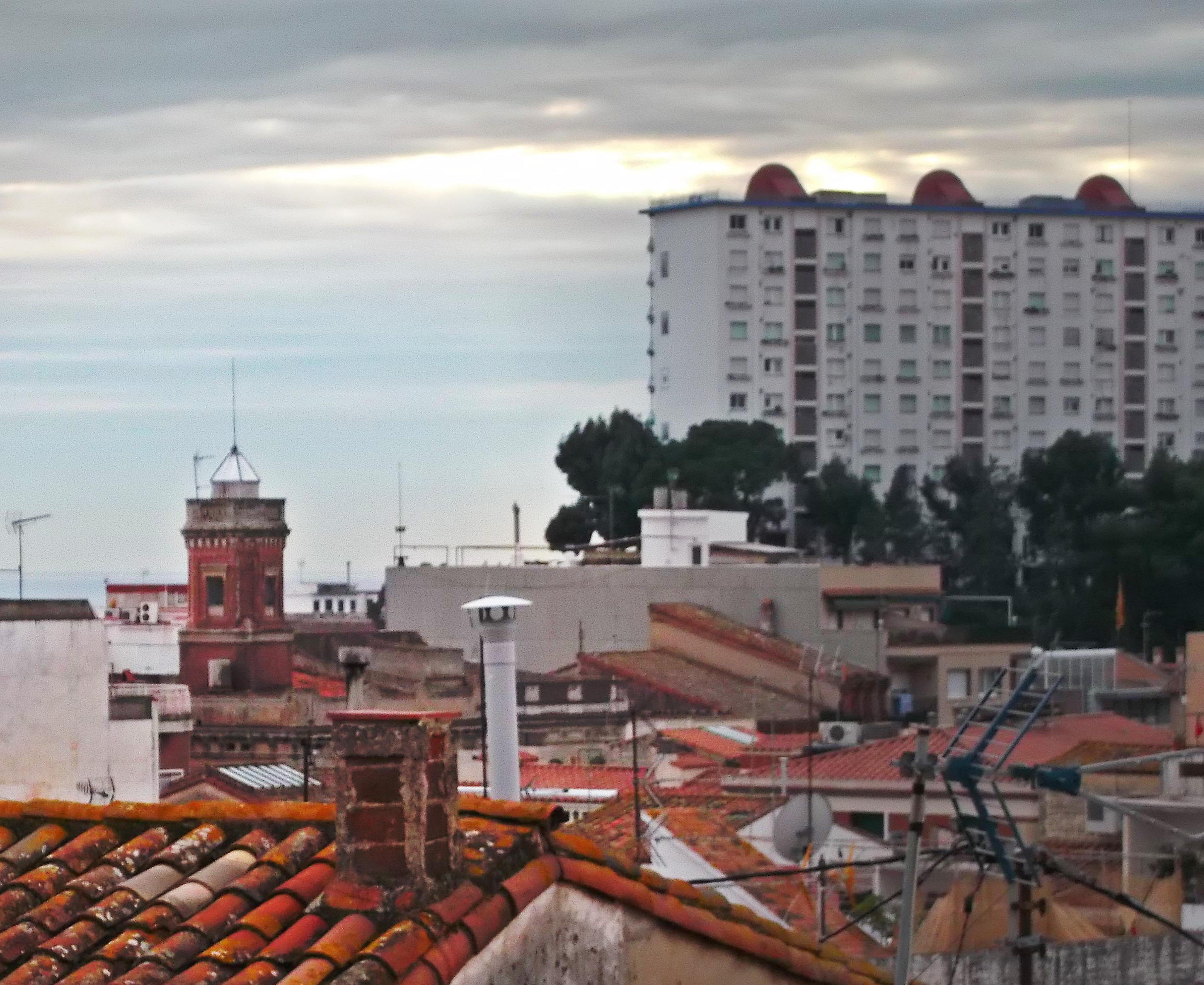
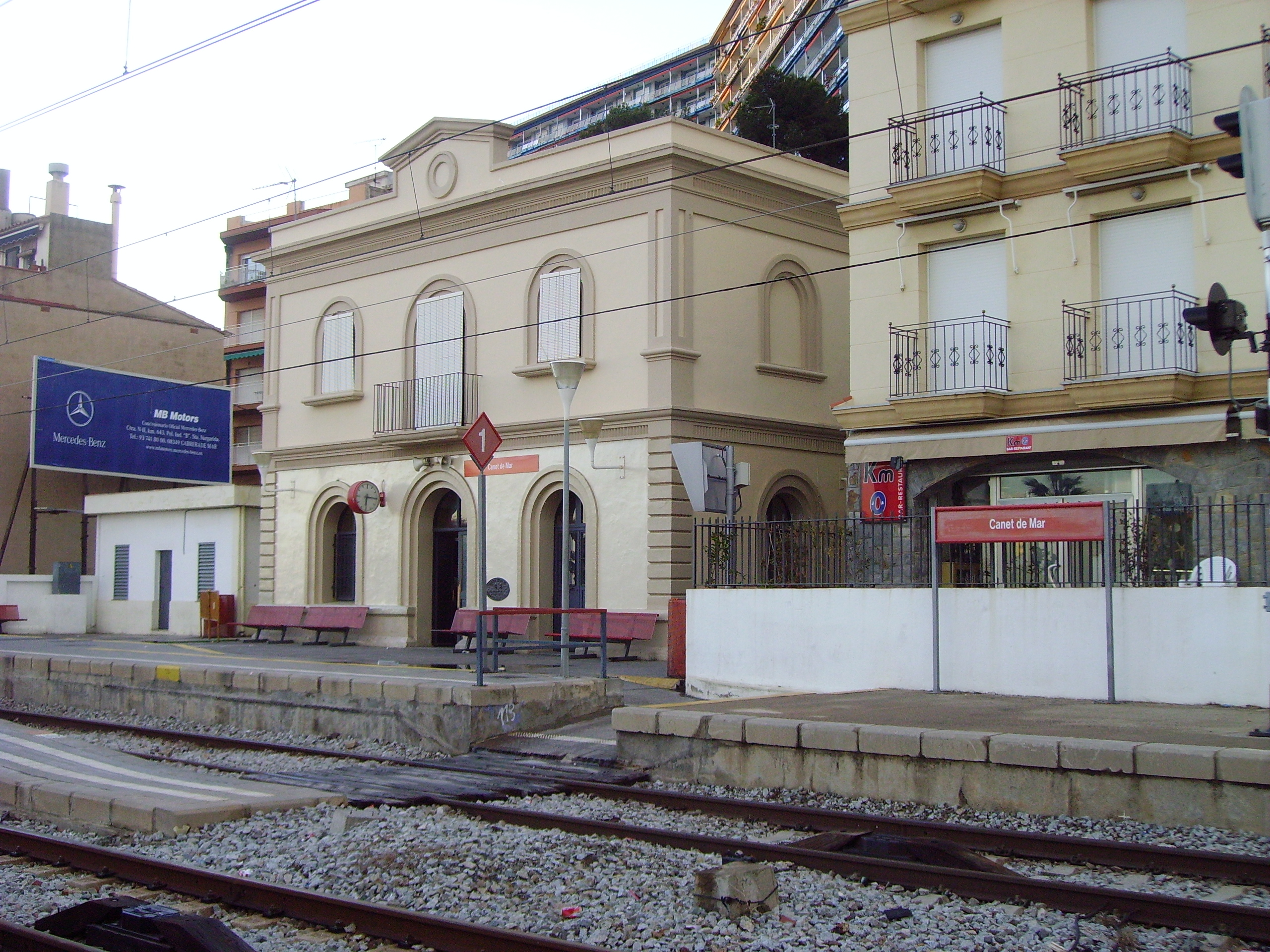